# Hedbergia abyssinica
Hedbergia abyssinica là loài thực vật có hoa thuộc họ Cỏ chổi. Loài này được (Benth.) Molau mô tả khoa học đầu tiên năm 1988.